# RR Lyncis
RR Lyncis eller HD 44691 är en dubbelstjärna belägen i den norra delen av stjärnbilden Lodjuret. Den har en kombinerad skenbar magnitud av ca 5,53 och är svagt synlig för blotta ögat där ljusföroreningar ej förekommer. Baserat på parallax enligt Gaia Data Release 3 på ca 12,4 mas, beräknas den befinna sig på ett avstånd på ca 263 ljusår (ca 81 parsek) från solen. Den rör sig närmare solen med en heliocentrisk radialhastighet på ca -12 km/s. N.G. Roman fann 1949 att detta var en stjärna med metallinjer i spektrumet och en möjlig medlem av Ursa Major-strömmen.

## Egenskaper
Primärstjärnan RR Lyncis A är en vit till blå stjärna i huvudserien av spektralklass kA3hA7VmF2 och  en svagt utvecklad Am-stjärna. Den har en massa som är ca 1,9 solmassa, en radie som är ca 2,5 solradier och har ca 22 gånger solens utstrålning av energi från dess fotosfär vid en effektiv temperatur av ca 7 800 K. Följeslagaren RR Lyncis B är en vit till blå stjärna i huvudserien av spektralklass F0 V med en massa som är ca 1,5 solmassa, en radie som är ca 1,6 solradier och har ca 6 gånger solens utstrålning av energi från dess fotosfär vid en effektiv temperatur av ca 7 200 K.

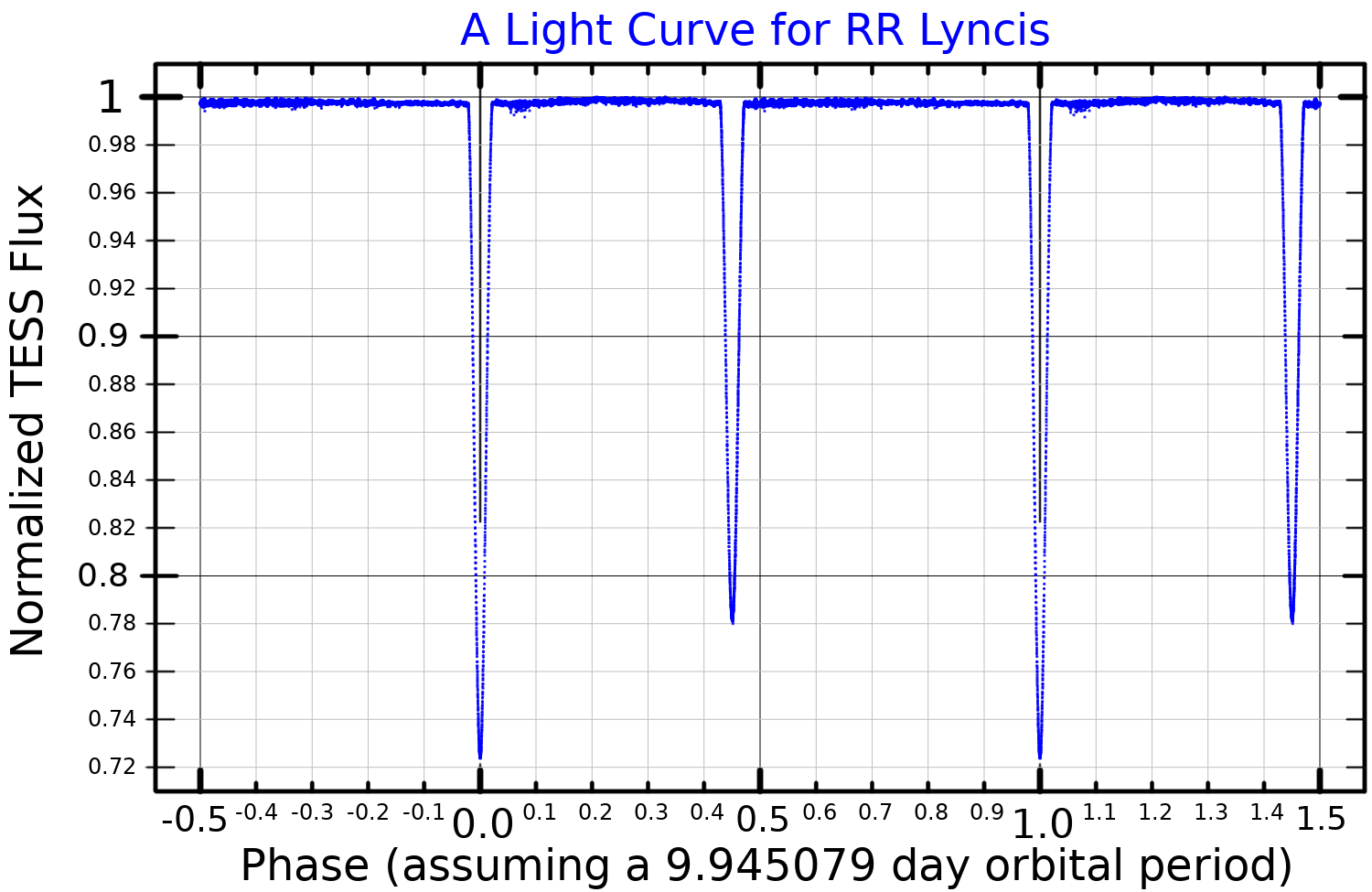
Ljuskurva för RR Lyncis, plottad från TESS-data.

RR Lyncis är en förmörkelsevariabel av Algoltyp och en av de närmaste på den norra stjärnhimlen. Under primärstjärnans förmörkelse sjunker magnituden till 6,03, medan den minskar till magnitud 5,90 vid förmörkelsen av följeslagaren. År 1931 fastställde C.M. Huffer att stjärnan var en förmörkelsevariabel, baserat på en ljuskurva genererad med hjälp av fotoelektriska mätningar. Den har en period på 9,9450 dygn med en magnitudskillnad på 1,20 mellan komponenterna. Systemet visar pulseringsbeteende, som mest tillskrivs följeslagaren. De högre frekvenslägena är Delta Scutipulseringar, medan mellanfrekvenserna är av Gamma Doradus-typ. Pulseringar med lägre frekvens kan vara tidvattenexciterade.